# 李欣 (足球解说员)
李欣（？年—），中国著名足球解说员。李欣现供职于咪咕、中国体育等平台，时常与张路、黄健翔、董路等搭档解说中国、亚洲、欧洲足球赛事。 李欣之前在北京电视台体育频道工作，解说英格兰足球超级联赛和欧洲冠军联赛等赛事。